# Doctrina Truman

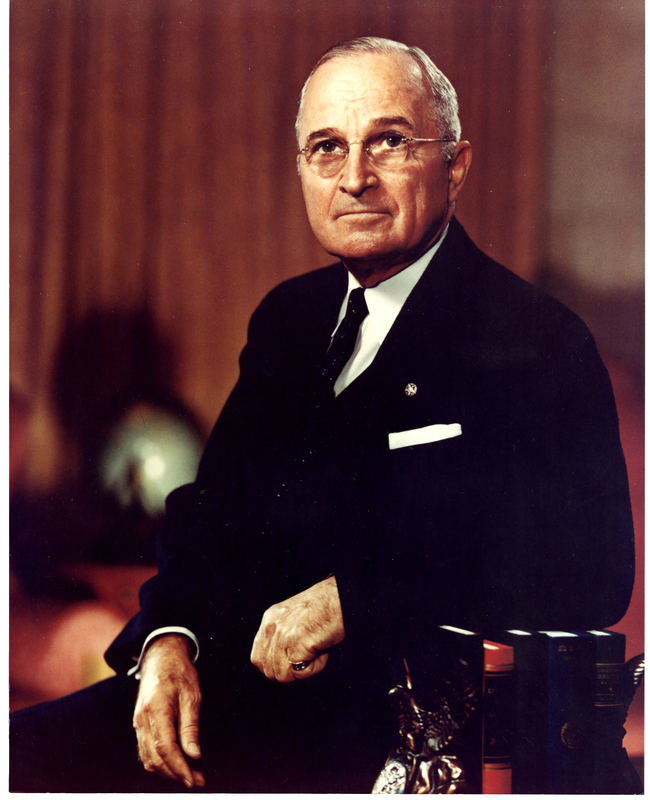
Harry Truman, creador de la doctrina.

La Doctrina Truman fue una medida creada por los Estados Unidos que pretendía dar apoyo a «pueblos libres que están resistiendo los intentos de subyugación por minorías armadas o por presiones exteriores», ya que estos regímenes representaban una amenaza al capitalismo de los Estados Unidos, siendo estas directrices de ferviente tendencia anticomunista dado el contexto en el que se hallaban, hasta el punto de un fanatismo persecutorio de cualquier movimiento en el marco de izquierda política. Se quiere luchar contra la propagación de la influencia soviética y, sobre todo, del comunismo en Europa Occidental.
Su denominación se debe al presidente de los Estados Unidos Harry S. Truman, quien hizo la proclamación de esta doctrina en su comparecencia ante el Congreso el 12 de marzo de 1947, estando por entonces en curso la crisis de la guerra civil griega (1946-1949). El discurso decía así:
Creo que debemos ayudar a los pueblos a forjar su propio destino [...].Cada nación debe escoger entre dos modos de vida opuestos. [...] Uno reposa sobre la voluntad de la mayoría y se caracteriza por sus instituciones libres, por un gobierno representativo, por elecciones libres, por la garantía del mantenimiento de las libertades individuales y por la ausencia de cualquier opresión política [...]. El otro reposa sobre la voluntad de una minoría impuesta por la fuerza a la mayoría. Se apoya en el terror y en la opresión, tiene una prensa y una radio controladas, unas elecciones truncadas y la supresión de las libertades personales.
El gobierno británico había notificado a la Casa Blanca que no podía continuar apoyando al gobierno griego contra las guerrillas comunistas ni podían ayudar económicamente a Turquía. La doctrina se promulgó específicamente con el ánimo de proporcionar soporte intervencionista a gobiernos que resistían frente al comunismo. Truman insistió en que si Grecia y Turquía no recibían la ayuda que necesitaban, podían caer inevitablemente en el comunismo, siendo el resultado un efecto dominó de aceptación del comunismo en la región.
Los norteamericanos comenzaron a instalar bases militares en Grecia y Turquía, aumentando así el número de soldados en Europa Occidental. Forzaron la expulsión de la influencia comunista en estos dos países con ayudas económicas de países como Francia, Italia, Bélgica y Dinamarca. Tras su promulgación, se concedieron 400 millones de dólares en ayuda económica y militar para Turquía y Grecia. Esta doctrina luego se impondría alrededor del mundo, sobre todo en países latinoamericanos, donde Estados Unidos jugaría un papel predominante en la política de esta región durante la segunda mitad del siglo XX.

## Otras Opciones
- Teoría del Dominó
- Guerra de Vietnam
- Guerra Fría
- Plan Marshall
- Kominform
- Doctrina Zhdánov

## Enlaces
- Sitio de la Biblioteca Truman con documentos relacionados con la Doctrina Truman Archivado el 30 de septiembre de 2008 en Wayback Machine.
- Texto completo del discurso

- Datos: Q171375